# Павленко, Александр Иванович
Александр Иванович Павленко (род. 28 марта 1971, Барнаул, Алтайский край, РСФСР, СССР) — российский серийный насильник и убийца. До начала преступной деятельности работал младшим следователем Ленинского РОВД Барнаула, впоследствии стал работать водителем медицинского вытрезвителя Октябрьского РОВД.

## Биография

### Преступления
Начиная с 1999 года, Павленко, завлекая жертв в свою квартиру, насиловал их в извращённой форме и снимал для своих порноальбомов. Впоследствии девушки вспоминали, что Павленко был помешан на сексуальном садизме. Заявлять в милицию никто не посмел.
26 января 2000 года Павленко чуть не попался, когда изнасилованная им девушка (19-летняя Елена Геньш) написала заявление в милицию. Коллеги маньяка, защищая «честь мундира», дело возбуждать не стали. Павленко избежал увольнения и судимости также потому, что дал девушке отступные в размере 5000 рублей, и она забрала заявление.
Отказывавшихся подчиняться маньяку ждала смерть. В ноябре 2000 года Павленко жестоко расправился с 25-летними Юлией Астаповой и Татьяной Околеловой, которых завлёк в свою квартиру. После отказа вступить с ним в половую связь маньяк стал наносить им удары ножом и топором, в результате чего наступила смерть обеих потерпевших. Тела Павленко расчленил в собственной ванной, упаковал части тел в мешки и вывез в багажнике своей машины к реке Обь вблизи села Гоньба, где любил купаться с детства. Тела маньяк утопил, но вскоре они были обнаружены и опознаны. Помимо этого двойного убийства, Павленко было предъявлено обвинение ещё в 2 убийствах, сопряжённых с изнасилованиями: 17-летней Юлии Кильмяшкиной и 33-летней Елены Осиповой, расчленённые тела которых, упакованные в мешки, нашли в том же месте в 1999 году и летом 2000 года.

### Арест, следствие и суд
Александр Павленко был арестован 3 февраля 2001 года после того, как его очередная жертва (19-летняя Елена Борисенко) выпрыгнула из окна его квартиры, сломав ногу, и в больнице написала заявление об изнасиловании и указала адрес преступника. При обыске в его квартире нашли женские вещи и ювелирные украшения (опознанные потерпевшими и их родственниками), палас с замытыми следами крови (экспертиза показала, что кровь принадлежит одной из потерпевших), ножовки, ножи, иглы, щипцы, наручники, топоры, несколько альбомов и около 20 негативных плёнок с порнографическими снимками. Под давлением показаний потерпевших, улик и результатов экспертиз, маньяк начал давать показания.
После ареста Александра Павленко проверяли на причастность и к другим преступлениям, в частности — по делу о похищении и убийстве 5 абитуриенток АлтГТУ летом 2000 года.
На суде Павленко отказался от всех своих прежних показаний, мотивируя это тем, что следователи прокуратуры выбили их силой. Однако подобное заявление было опровергнуто тем, что после каждого допроса маньяк проходил медицинское освидетельствование. 22 ноября 2001 года Алтайский краевой суд приговорил бывшего старшего сержанта милиции Александра Павленко за убийство 4 человек к 24 годам лишения свободы с отбыванием первых 5 лет в тюрьме, а оставшегося срока — в колонии строгого режима. Верховный суд России оставил приговор без изменения.
В связи с делом маньяка-милиционера, которое получило большой общественный резонанс в Барнауле, были проведены чистки рядов правоохранительных органов. Был уволен, но впоследствии восстановлен на службе прокурор Железнодорожного района Пётр Госсен.

### Пересмотр дела
Впоследствии вынесенный приговор был отменён Верховным судом России по рекомендации Европейского суда по правам человека. 1 ноября 2011 года Алтайским краевым судом вынесен новый обвинительный приговор. По обвинению в убийствах Юлии Кильмяшкиной и Елены Осиповой и совершении действий сексуального характера в отношении одной из них Павленко был оправдан и в результате осуждён к 13 годам и 4 месяцам лишения свободы. В январе 2012 года Верховный суд России вновь отменил приговор и направил уголовное дело на новое рассмотрение. В связи с пересмотром дела срок его заключения сократился до 13 лет и истёк в феврале 2014 года.

## В массовой культуре
- Документальный фильм «Красавицы и чудовища» (2 серия) из цикла «Криминальная Россия» (2006)
- Документальный фильм «Идёт маньяк по городу» из цикла «Чистосердечное признание» (2013)